# Monasterio de Studenica
El monasterio de Studenica (en serbio: Манастир Студеница / Manastir Studenica) es un monasterio ortodoxo serbio situado a 39 km al suroeste de Kraljevo en la parte central de Serbia. El fundador del estado serbio medieval, Stefan Nemaña, fundó el monasterio en 1190. Sus muros fortificados contienen dos iglesias, la de la Virgen y la del Rey, ambas construidas en mármol blanco. El monasterio es conocido por sus frescos de arte bizantino de los siglos XIII y XIV. En 1986 la Unesco lo incluyó en la lista del Patrimonio de la Humanidad, resaltando tanto su arquitectura como las obras que alberga.
Archimandrita Julijan Knežević fue higúmeno de monasterio (1961-2001)

## Historia
El monasterio de Studenica dedicado a la Presentación de la Bienaventurada Virgen María es la iglesia principal de todos los templos serbios. Construida durante un largo período. La primera etapa de trabajo fue completada en la primavera de 1196 cuando Stefan Nemanja abandonó el trono y estableció la fundación del monasterio. Más tarde Stefan Nemanja se traslada al monasterio de Chelandariou en el Monte Athos y su hijo y sucesor Stefan asumió el control de Studenica. En 1199 fallece Nemaña en Chelandariou.
Su tercer hijo San Sava, tras reconciliar a sus hermanos Stefan y Vukan, trasladó los restos de su padre al monasterio. Bajo su tutela el monasterio se convirtió en el centro político, cultural y espiritual medieval de Serbia. Sava compuso también el Studenica Typikon, el reglamento donde describió la vida de San Simón (Nemaña) dejando evidencia de la vida monástica y espiritual en su tiempo.
El monasterio disfrutó del continuo cuidado de los miembros de la dinastía Nemanjić. El Rey Radoslav en 1235 agregó a la iglesia un espléndido narthex. El Rey Milutin construyó una pequeña iglesia dedicada a los santos Joaquín y Ana. Desde la caída del último de los estados serbios medievales en 1459, los turcos asaltaron con frecuencia el monasterio.
En 1569 se realizó la primera de las restauraciones significativas del complejo monacal. En esta restauración los frescos de la iglesia de la Virgen fueron repintados. A principios del siglo XVII un terremoto y un incendio destruyeron parte de los edificios así como documentos históricos que se encontraban en el mismo.

## Arquitectura

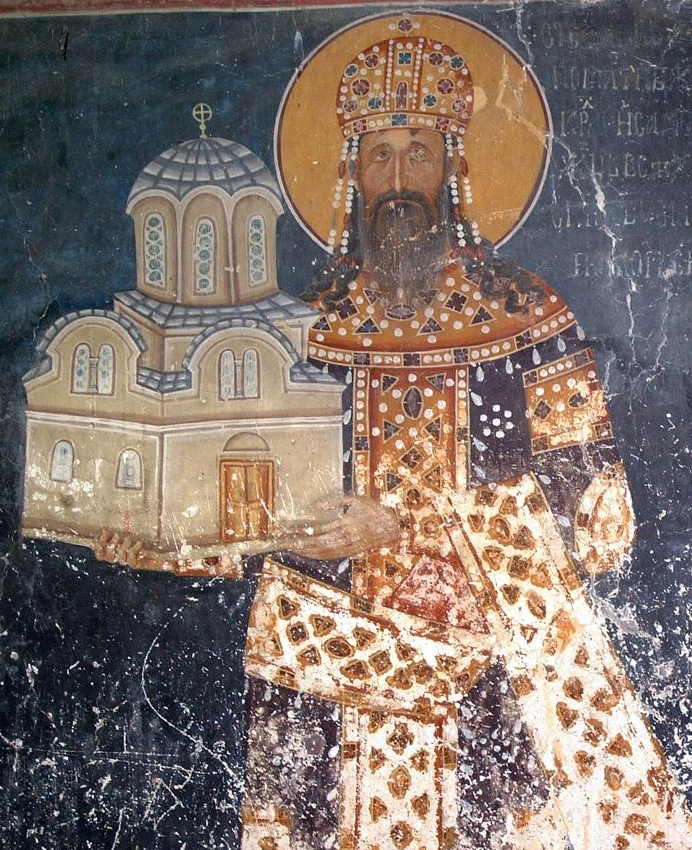
Fresco del rey Stefan Uroš II Milutin junto a la iglesia del Rey.

La iglesia de la Virgen es una basílica de una sola nave abovedada. En su extremo este hay un ábside trilateral y en el frontal oeste aparece un narthex. En la parte norte y sur se encuentran sendos vestíbulos. En 1230 se le agrega un largo exonárthex. La fachada se elabora con losas de mármol blanco mientras que la iglesia se reviste con bloques de toba volcánica. En el exterior la iglesia armoniza dos estilos arquitectónicos, el románico y bizantino. La mezcla de estos dos estilos produjo un estilo de la arquitectura particular conocido como la escuela de Raška.
Al noroeste de la iglesia de la Virgen se sitúa la iglesia de los Santos Joaquín y Ana, conocida más tarde como la iglesia del Rey en honor a su fundador el rey Milutin. La iglesia fue construida en 1314 bajo la forma de cruz comprimida, con la estructura exterior de una bóveda octagonal. Se construye de piedra y de toba volcánica, con las fachadas enyesadas.
El complejo del monasterio de Studenica incluye la iglesia de San Nicolás, una pequeña iglesia de nave única recubierta de frescos de los siglos XII y probablemente de principios del XIII.
Entre la iglesia de San Nicolás y la del Rey se sitúa los cimientos de la iglesia dedicada a San Juan Bautista. En el oeste de la iglesia de la Virgen se encuentra un viejo refectorio hecho de escombros, construido durante el tiempo del arzobispo San Sava.
En el lado oeste del monasterio se encuentra el campanario, erigido en el siglo XIII. Era una capilla interna del que actualmente sólo se pueden ver fragmentos de frescos. Restos de frescos se pueden encontrar en la parte externa del Narthex. En estos frescos aparece representada de forma espléndida la genealogía de la dinastía Nemañich. Se relacionan obviamente con los frescos de la iglesia de la Virgen que datan de 1208/1209.
En el norte del complejo se sitúa la residencia monástica que data del siglo XVIII, que ahora contiene un museo y exhibe los tesoros del monasterio que las guerras y el pilaje han reducido considerablemente.

## Arte

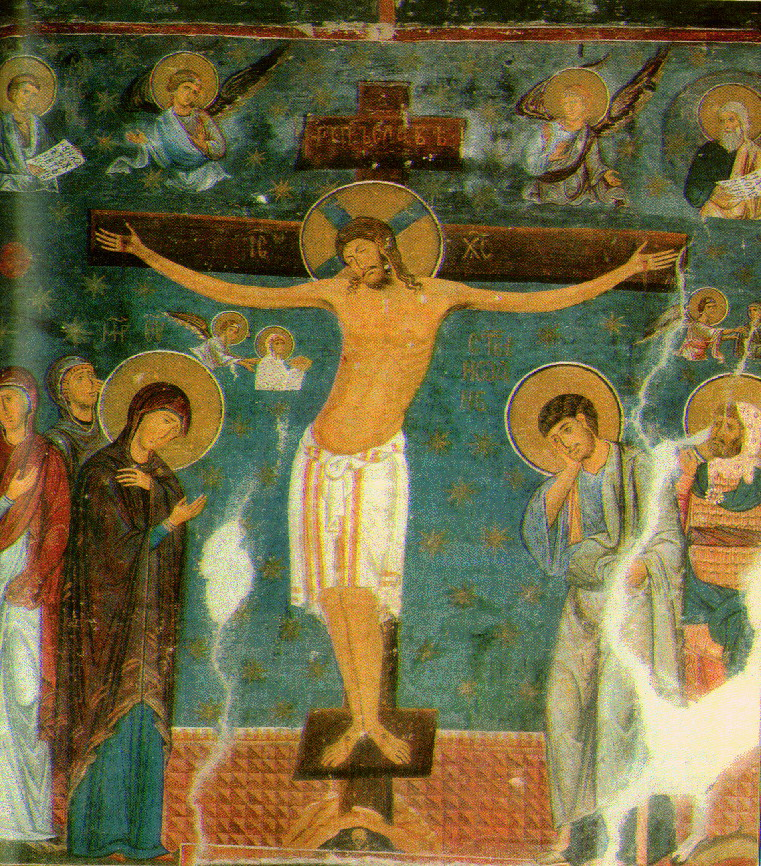
Crucifixión, fresco de la iglesia de la Virgen.

Los trabajos escultóricos de Studenica culminan con los cuatro portales de la iglesia de la Virgen, principalmente el situado en el lado oeste entre el nárthex y el exonárthex. En la pared norte, bajo la bóveda, existe una ventana fabricada con cristales cuadrados con medallones tallados en una placa de plomo la cual representa ocho animales fantásticos que simbolizan las virtudes de la Virgen. Hay también dos rosetones que representan el Ojo de la Providencia. Los constructores llegaron al monasterio probablemente desde el Adriático, quizás desde Kotor, dónde Nemanja tenía un palacio. Dejaron una inscripción en alfabeto serbio en el Tímpano del portal oeste. 
La iglesia de la Virgen fue decorada en la primera década del siglo XIII. Los frescos originales se han preservado en parte en el área del altar, debajo de la bóveda, en la pared del oeste, y en los registros más bajos de la nave. La representación más espléndida es la de la crucifixión, pintado en fondo azul en 1209, uno de los logros supremos en arte serbio. En el muro sur se encuentra la pared denominada Composición los fundadores en la que se muestra a la Virgen levando a Nemanja (San Simeón) con un modelo de la iglesia de Jesucristo. El nárthex fue pintado en 1569. Esos frescos incluyen una representación exquisita del Juicio Final en la parte superior y un retrato de la mujer de Nemanja como la monja Anastasija
La pintura más antigua es el fresco de la iglesia del Rey siendo el mayor logro del arte bizantino en la región. Los frescos del nárthex de Radoslav son originarios de 1230 y exhiben una estrecha relación del estilo pictórico de la iglesia principal. La capilla del norte, dedicada a San Nicolás, contiene una composición del Hetimasia y un ciclo sobre la vida de San Nicolás. En la capilla sur se encuentra los retratos de Nemanja, de Stefan Nemanjić y de Radoslav con su esposa Ana. En el muro norte del nárthex, retratan a tres dignatarios de la iglesia serbia, los arzobispos Sava, Arsenie I y Sava II.